# اسنایدر (نبراسکا)
اسنایدر(به انگلیسی: Snyder) شهری در ایالت نبراسکا کشور ایالات متحده آمریکا است که جمعیت آن در سرشماری سال ۲۰۱۰ میلادی، ۳۰۰ نفر بوده‌است.